# العلاقات الإستونية الشمال مقدونية
العلاقات الإستونية الشمال مقدونية هي العلاقات الثنائية التي تجمع بين إستونيا وشمال مقدونيا.

## مقارنة بين البلدين
هذه مقارنة عامة ومرجعية للدولتين:
| وجه المقارنة                                              | إستونيا                                                                             | شمال مقدونيا                                               |
| --------------------------------------------------------- | ----------------------------------------------------------------------------------- | ---------------------------------------------------------- |
| المساحة (كم2)                                             | 45.34 ألف                                                                           | 25.71 ألف                                                  |
| عدد السكان (نسمة)                                         | 1.32 مليون                                                                          | 2.08 مليون                                                 |
| الكثافة السكانية (ن./كم²)                                 | 29.11                                                                               | 80.9                                                       |
| العاصمة                                                   | تالين                                                                               | إسكوبية                                                    |
| اللغة الرسمية                                             | اللغة الإستونية                                                                     | اللغة المقدونية، اللغة الألبانية                           |
| العملة                                                    | يورو، كرون إستوني، كرون إستوني، المارك الإستوني                                     | دينار مقدوني                                               |
| الناتج المحلي الإجمالي (بليون دولار)                      | 25.92 مليار                                                                         | 11.34 مليار                                                |
| الناتج المحلي الإجمالي (تعادل القوة الشرائية) بليون دولار | 38.11 مليار                                                                         | 29.26 مليار                                                |
| الناتج المحلي الإجمالي الاسمي للفرد دولار أمريكي          | 17.79 ألف                                                                           | 4.85 ألف                                                   |
| الناتج المحلي الإجمالي للفرد دولار أمريكي                 | 28.14 ألف                                                                           | 16.25 ألف                                                  |
| مؤشر التنمية البشرية                                      | 0.871                                                                               | 0.747                                                      |
| رمز المكالمات الدولي                                      | +372                                                                                | +389                                                       |
| رمز الإنترنت                                              | .ee                                                                                 | .mk                                                        |
| المنطقة الزمنية                                           | ت ع م+02:00، ت ع م+03:00، توقيت شرق أوروبا، أوروبا/تالين ‏، توقيت شرق أوروبا الصيفي ‏ | توقيت وسط أوروبا، ت ع م+01:00، ت ع م+02:00، أوروبا/سكوبيه ‏ |

## منظمات دولية مشتركة
يشترك البلدان في عضوية مجموعة من المنظمات الدولية، منها:
| علم المنظمة | اسم المنظمة                               | تاريخ انضمام إستونيا | تاريخ انضمام شمال مقدونيا |
| ----------- | ----------------------------------------- | -------------------- | ------------------------- |
|             | مؤسسة التنمية الدولية                     | 11 أكتوبر 2008       | 25 فبراير 1993            |
|             | يونسكو                                    | 14 أكتوبر 1991       | 28 يونيو 1993             |
|             | وكالة ضمان الاستثمار متعدد الأطراف        | 24 سبتمبر 1992       | 19 مارس 1993              |
|             | مجلس أوروبا                               | ?                    | ?                         |
|             | الأمم المتحدة                             | 17 سبتمبر 1991       | 8 أبريل 1993              |
|             | الاتحاد البريدي العالمي                   | ?                    | ?                         |
|             | البنك الدولي للإنشاء والتعمير             | 23 يونيو 1992        | 25 فبراير 1993            |
|             | الاتحاد الدولي للاتصالات                  | 19 مايو 1922         | 4 مايو 1993               |
|             | منظمة حظر الأسلحة الكيميائية              | ?                    | ?                         |
|             | مؤسسة التمويل الدولية                     | 9 أغسطس 1993         | 25 فبراير 1993            |
|             | المنظمة الأوروبية لسلامة الملاحة الجوية   | 2015                 | 1998                      |
|             | المركز الدولي لتسوية المنازعات الاستشارية | 23 يوليو 1992        | 26 نوفمبر 1998            |
|             | منظمة التجارة العالمية                    | ?                    | ?                         |
|             | منظمة الشرطة الجنائية الدولية             | ?                    | ?                         |
|             | منظمة الأمن والتعاون في أوروبا            | 10 سبتمبر 1991       | 12 أكتوبر 1995            |

## وصلات خارجية
- موقع وزارة الخارجية الإستونية